# Карл Шварцшилд
Карл Шварцшилд (Франкфурт на Мајни, 9. октобар 1873 — Потсдам, 11. мај 1916) је био немачки астрофизичар и астроном. Био је директор Гетингенске опсерваторије, а затим и директор највеће немачке астрофизичке опсерваторије у Потсдаму. Изузетно свестран астроном који је дао допринос у великом броју њених грана.
У почетку каријере се бавио највише небеском механиком, укључујући плимске деформације, Поенкареову теорију ротирајућих тела и Лапласов модел настанка Сунчевог система.
Проучавајући Општу теорију релативности дошао је 1915. (док је био на Руском фронту и то исте године кад је Ајнштајн објавио ОТР) до познатог (и првог) решења Ајнштајнових једначина поља за најједноставнији случај, сферно неротирајуће тело. Ово Шварцшилдово решење описало је геометрију простор-времена око тачкасте масе што је довело до првог релативистичког изучавања црних рупа. Шварцшилдов радијус описује величину хоризонта догађаја неротирајуће црне рупе. Математичка формулација ове геометрије простора назива се Шварцшилдова метрика.
Велики допринос дао је и у области фотографске фотометрије. Открио је фотографски ефекат (који носи његово име) да фотографске емулзије губе осетљивост у условима слабе осветљености или јако кратких експозиција, повезано са оптичком дубином саме емулзије. Увео је појам колор-индекса, како је назвао разлику између фотографске и визулне привидне величине звезде, који се показао као користан критеријум за спектралне карактеристике небеских тела.
Још је радио на теоријским моделима звезданих атмосфера, конструисао покретну касету помоћу које је израдио каталог Göttinger Aktinometrie. Такође је открио интересантне, дотад непознате, појединости о саставу и физици Халејеве комете, анализирао сопствена кретања звезда наше Галаксије.
Умро је 1916. године убрзо после повратка кући од болести коју је добио на Руском фронту за време Првог светског рата.

## Именовано у част Карла Шварцшилда
- Шварцшилд (кратер)
- Медаља Карла Шварцшилда
- Опсерваторија Карл Шварцшилд
- Шварцшилдове координате
- Шварцшилдова метрика (Шварцшилдово решење, Шварцшилдова геометрија)
- Шварцшилдов радијус (Шварцшилдов хоризонт)
- Шварцшилдова црна рупа
- Шварцшилдов критеријум
- Шварцшилдов ефекат у фотографији, познат и као реципроцитет